# عفونت دستگاه تنفسی فوقانی
عفونت دستگاه تنفسی فوقانی (URTI=upper respiratory tract infection) یک بیماری ناشی از، عفونت حاد است؛ که دستگاه تنفسی فوقانی را شاملː بینی، سینوس‌ها، حلق، حنجره یا نای درگیر می‌کند. این بیماری معمولا، شاملː انسداد بینی، گلودرد، التهاب لوزه (تونسیلیت)، فارنژیت، لارنژیت، سینوزیت، اوتیت میانی و سرماخوردگی است. بیشتر عفونت‌ها ماهیت ویروسی دارند، و در موارد دیگر، علت آن باکتریایی است. URTIها همچنین می‌توانند منشا قارچی یا انگلی داشته باشند، اما این موارد کمتر رایج هستند.
در سال ۲۰۱۵، حدود ۱۷/۲ میلیارد مورد URTI رخ داده است. تا سال ۲۰۱۴، این عفونت منجر به حدود ۳ هزار مورد مرگ‌ومیر شد که نسبت به ۴ هزار مورد در سال ۱۹۹۰ کاهش داشت.

## علائم و نشانه‌ها

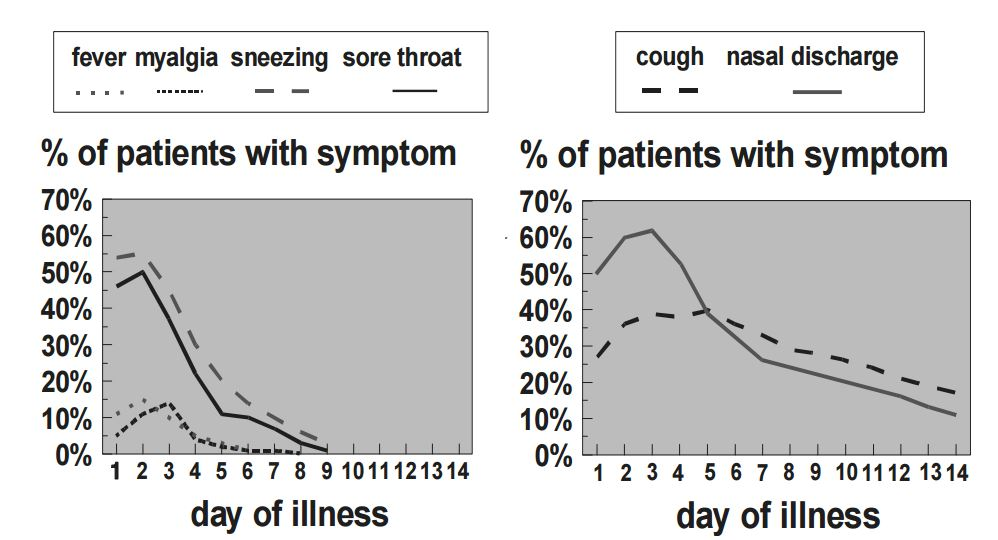
خط زمانی برای علائم سرماخوردگی

در سرماخوردگی بدون عارضه، سرفه و ترشحات بینی ممکن است، به مدت ۱۴ روز یا بیشتر، حتی پس از برطرف شدن دیگر علائم ادامه داشته باشند. URTI‌ های حاد شاملː رینیت، فارنژیت، التهاب لوزه، و لارنژیت، اغلب به عنوان سرماخوردگی شناخته می‌شوند، و عوارض آنها: سینوزیت، عفونت گوش، و گاهی‌اوقات برونشیت (اگرچه برونش‌ها به‌طور کلی به عنوان بخشی از دستگاه تنفسی تحتانی طبقه‌بندی می‌شوند) هستند. نشانه‌های URTIها، معمولا شاملː سرفه، گلودرد، آبریزش بینی، احتقان بینی، سردرد، تب خفیف، فشار صورت، و عطسه است.
نشانه‌های رینوویروس (rhinovirus) در کودکان اغلب ۱ تا ۳ روز پس از مواجهه شروع می‌شوند. این بیماری معمولا ۷ تا ۱۰ روز بیشتر طول می‌کشد.
تغییر رنگ یا قوام ترشحات مخاطی به زرد، غلیظ، یا سبز، سیر طبیعی URTI ویروسی است، و اندیکاسیونی برای تجویز آنتی‌بیوتیک نیست.
فارنژیت، التهاب لوزه ناشی ازː استرپتوکوک بتا همولیتیک گروه A (گلودرد استرپتوکوکی) معمولا با شروع ناگهانی گلودرد، درد همراه با بلع، و تب ظاهر می‌شود. گلودرد استرپتوکوکی اغلب باعث آبریزش بینی، تغییرات صدا یا سرفه نمی‌شود.
درد و فشار گوش ناشی از عفونت گوش میانی (اوتیت میانی) و قرمزی چشم ناشی از ورم ملتحمه ویروسی. اغلب با URTI همراه است.

## علت
از نظر پاتوفیزیولوژی، عفونت رینوویروس شبیه پاسخ ایمنی است. ویروس‌ها به سلول‌های دستگاه تنفسی فوقانی آسیب نمی‌رسانند، بلکه باعث ایجاد تغییراتی در اتصالات محکم سلول‌های اپیتلیال می‌شوند. این وضعیت به ویروس اجازه می‌دهد، تا به بافت‌های زیر سلول‌های اپیتلیال دسترسی پیدا کرده، و پاسخ‌های ایمنی ذاتی و سازگار را آغاز کنند.
تا ۱۵ درصد از موارد فارنژیت حاد ممکن است توسط باکتری‌ها ایجاد شوند، که معمولا استرپتوکوک پیوژنز (Streptococcus pyogenes)، استرپتوکوک گروه A در فارنژیت استرپتوکوکی («گلودرد استرپتوکوکی») علت آن است. دیگر علل باکتریایی استرپتوکوک پنومونیه (Streptococcus pneumoniae)، هموفیلوس آنفلوآنزا (Haemophilus influenzae)، کورینه باکتریوم دیفتری (Corynebacterium diphtheriae)، بوردتلا پرتوزیس (Bordetella pertussis)، و باسیلوس آنتراسیس (Bacillus anthracis) هستند.
عفونت‌های مقاربتی به عنوان علل عفونت‌های دهان و حلق نیز در نظر گرفته می‌شوند.

## تشخیص
| نشانه ها          | آلرژی               | عفونت دستگاه تنفسی فوقانی (سرماخوردگی)            | آنفلوآنزا (Flu)                                                                                                   |
| ----------------- | ------------------- | ------------------------------------------------- | --- |
| خارش و آبریزش چشم | شایع                | نادر (التهاب ملتحمه ممکن است با آدنوویروس رخ دهد) | درد پشت چشم، گاهی التهاب ملتحمه                                                                                   |
| ترشح بینی         | شایع                | شایع                                              | شایع |
| احتقان بینی       | شایع                | شایع                                              | گاهی |
| عطسه              | بسیار شایع          | بسیار شایع                                        | گاهی |
| گلودرد            | گاهی (ترشح پشت حلق) | بسیار شایع                                        | گاهی |
| سرفه              | گاهی                | شایع (خفیف تا متوسط، سرفه خشک)                    | شایع (سرفه خشک، می‌تواند شدید باشد)                                                                                |
| سردرد             | ناشایع              | نادر                                              | شایع |
| تب                | هرگز                | نادر در بزرگسالان، احتمالا در کودکان              | بسیار شایع: ۸/۳۷ تا ۹/۳۸ درجه سانتی‌گراد (یا بالاتر در خردسالان)، ۳ تا ۴ روز طول می‌کشد، ممکن است همراه با لرز باشد |
| درد بدن           | گاهی                | گاهی                                              | بسیار شایع |
| خستگی، ضعف        | گاهی                | گاهی                                              | بسیار شایع(می تواند هفته ها طول بکشد، خستگی اندام در ابتدا)                                                       |
| درد عضلانی        | هرگز                | اندک                                              | بسیار شایع |

## طبقه‌بندی
URTI ممکن است بر اساس ناحیه ملتهب طبقه‌بندی شود. رینیت، مخاط بینی را درگیر می‌کند، در حالی که رینوسینوزیت یا سینوزیت بینی، و سینوس‌های پارانازال را از جملهː سینوس‌های فرونتال، اتموئید، ماگزیلاری و اسفنوئید درگیر می‌کند. نازوفارنژیت (رینوفارنژیت یا سرماخوردگی معمولی) اغلب حلق، ناحیه پایینی حلق یا هیپوفارنکس، زبان کوچک (uvula) و لوزه‌ها را درگیر می‌کند. فارنژیت بدون درگیر شدن بینی، باعث التهاب حلق، ناحیه پایینی حلق، زبان کوچک و لوزه‌ها می‌شود. به‌طور مشابه، اپی‌گلوتیت (epiglottitis) یا سوپراگلوتیت (supraglottitis) منجر به التهاب در قسمت فوقانی حنجره و ناحیه سوپراگلوتیت می‌شود. لارنژیت در حنجره است. لارنگوتراکئیت در حنجره، نای و ناحیه پایین حنجره (subglottis) رخ می‌دهد. تراشئیت (tracheitis) در ناحیه نای و پایین حنجره است.

## پیشگیری
واکسیناسیون علیه ویروس‌های آنفلوآنزا، آدنوویروس‌ها، سرخک، سرخجه، استرپتوکوک پنومونیه، هموفیلوس آنفلوآنزا، دیفتری، باسیلوس آنتراسیس و بوردتلا پرتوزیس می‌تواند از درگیر شدنURT با آنها پیشگیری کند یا از شدت عفونت بکاهد.

## درمان

تعداد موارد مرگ‌ومیر ناشی از عفونت‌های دستگاه تنفسی در سال 2012
0
1
2
3–29

درمان شاملː درمان حمایتی علامتی معمولا از طریق مسکن‌ها برای سردرد، گلودرد و دردهای عضلانی است. ورزش با شدت متوسط در افراد کم‌تحرک با URTI اکتسابی طبیعی احتمالا شدت و طول مدت بیماری را تغییر نمی‌دهد. هیچ کارآزمایی تصادفی شده‌ای برای اطمینان از مزایای افزایش مصرف مایعات انجام نشده است.

### آنتی‌بیوتیک‌ها
تجویز آنتی‌بیوتیک برای لارنژیت پیشنهاد نمی‌شود. آنتی‌بیوتیک‌های پنی‌سیلین V و اریترومایسین برای درمان لارنژیت حاد مؤثر نیستند. اریترومایسین ممکن است اختلالات صدا را پس از یک هفته و سرفه را پس از ۲ هفته بهبود بخشد، اما هر مزیت ذهنی آن بیشتر از عوارض جانبی، هزینه و خطر ایجاد مقاومت در باکتری‌ها در برابر آنتی‌بیوتیک‌ها نیست. مقامات سلامت به شدت پزشکان را تشویق می‌کنند، تا تجویز آنتی‌بیوتیک‌ها را برای درمان URTIهای شایع کاهش دهند، زیرا مصرف آنتی‌بیوتیک زمان بهبودی این بیماری‌های ویروسی را به‌طور چشمگیری کاهش نمی‌دهد. یک مرور سیستماتیک در سال ۲۰۱۷ سه مداخله را پیدا کرد، که احتمالا در کاهش مصرف آنتی‌بیوتیک برای عفونت‌های حاد تنفسی مؤثر بودند: آزمایش پروتئین واکنشی C، مدیریت بیماری تحت هدایت پروکلسی‌تونین، و تصمیم‌گیری مشترک بین پزشکان و بیماران. نشان داده شده که استفاده از آنتی‌بیوتیک‌های طیف باریک به اندازه جایگزین‌های وسیع‌الطیف آنها برای کودکان مبتلا به URTI باکتریایی حاد مؤثر بوده و خطر عوارض جانبی کمتری در کودکان دارد. کاهش مصرف آنتی‌بیوتیک همچنین ممکن است به پیشگیری از ظهور باکتری‌های مقاوم به دارو کمک کند. برخی از رویکرد تاخیر در مصرف آنتی‌بیوتیک برای درمان URTI حمایت کرده‌اند که به دنبال کاهش مصرف آنتی‌بیوتیک‌ها و در عین تلاش برای حفظ رضایت بیمار است. این مرور کاکرین با حضور ۱۱ مطالعه و ۳۵۵۵ شرکت‌کننده مصرف آنتی‌بیوتیک‌ها را برای عفونت‌های دستگاه تنفسی بررسی کردند. آنها به تعویق انداختن درمان آنتی‌بیوتیکی را با شروع فوری آنها یا عدم مصرف آنتی‌بیوتیک مقایسه کرد. نتایج بسته به عفونت دستگاه تنفسی ترکیب شدند. علائم اوتیت میانی حاد و گلودرد با تجویز فوری آنتی‌بیوتیک‌ها با کمترین تفاوت در میزان عوارض، به طور نسبی بهبود یافتند. زمانی که آنتی‌بیوتیک‌ها فقط برای نشانه‌های مداوم استفاده شدند، استفاده از آنها کاهش یافت و رضایت بیمار را در ۸۶ درصد حفظ کرد.
CDC برای درمان سینوزیت و در عین حال به منظور پیشگیری از مصرف بیش از حد آنتی‌بیوتیک‌ها، توصیه می‌کند که:
- ارگانیسم‌های احتمالی را با داروهای خط اول، هدف قرار دهید: آموکسی‌سیلین، آموکسی‌سیلین/کلاوولانات
- از کوتاه‌ترین دوره مؤثر برای درمان استفاده کنید. باید طی ۲ تا ۳ روز شاهد بهبود بیماری باشید. پس از بهبودی یا برطرف شدن علائم، درمان را به مدت ۷ روز ادامه دهید (معمولا یک دوره ۱۰-۱۴ روزه).
- انجام مطالعات تصویربرداری را در موارد عود کننده یا نامشخص در نظر بگیرید. برخی از درگیری‌های سینوس در اوایل دوره URI ویروسی بدون عارضه، عود کننده است.

### داروی سرفه
شواهد خوبی برای یا علیه اثربخشی داروهای سرفه بدون نسخه برای کاهش سرفه در بزرگسالان یا کودکان وجود ندارد. به کودکان زیر ۲ سال نباید هیچ نوع داروی سرفه یا سرماخوردگی داده شود، زیرا ممکن است عوارض جانبی تهدید کننده زندگی وجود داشته باشد. علاوه بر این، طبق دستورالعمل آکادمی اطفال آمریکا، استفاده از داروهای سرفه برای تسکین علائم سرفه در کودکان زیر ۴ سال باید اجتناب شود، و بی‌خطری آنها برای کودکان زیر ۶ سال زیر سؤال است.

سال‌های زندگی تعدیل شده بر حسب ناتوانی برای عفونت‌های دستگاه تنفسی فوقانی در هر 100 هزار نفر در سال 2002.
no data
less than 10
10–30
30–60
60–90
90–120
120–150
150–180
180–210
210–240
240–270
270–300
more than 300

### داروهای ضد احتقان
طبق یافته‌های یک مطالعه مروری کاکرین، یک دوز خوراکی از داروهای ضد احتقان بینی در سرماخوردگی معمولی برای تسکین کوتاه‌مدت احتقان در بزرگسالان مؤثر است. با این حال، اطلاعات در مورد استفاده از این داروها در کودکان کافی نیست. بنابراین مصرف داروهای ضد احتقان در کودکان زیر ۱۲ سال مبتلا به سرماخوردگی توصیه‌نمی شود. مصرف داروهای ضد احتقان خوراکی در بیماران مبتلا به فشار خون بالا، بیماری عروق کرونر و سابقه سکته‌های مغزی خونریزی دهنده نیز منع مصرف دارند.

 مانند استیل‌سیستئین (acetylcysteine) و کربوسیستین (carbocystine) به‌طور گسترده‌ای برای عفونت دستگاه تنفسی فوقانی و تحتانی بدون بیماری مزمن برونش-ریوی تجویز می‌شوند. با این حال، در سال ۲۰۱۳ یک مرور کاکرین گزارش داد، که اثربخشی آنها محدود است. استیل‌سیستئین برای کودکان بزرگتر از ۲ سال بی‌خطر است.

### طب جایگزین
مصرف روتین ویتامین C توجیه‌پذیر نیست، زیرا به نظر نمی‌رسد در کاهش بروز سرماخوردگی در جمعیت عمومی مؤثر باشد. استفاده از ویتامین C در مهار و درمان عفونت‌های تنفسی فوقانی از زمان جداسازی اولیه این ویتامین در دهه ۱۹۳۰ پیشنهاد شده است. شواهدی وجود دارد که مصرف ویتامین C می‌تواند در افرادی که در معرض دوره‌های کوتاه‌مدت ورزش شدید بدنی و/یا محیط‌های سرد قرار گرفته‌اند، توجیه داشته باشد. با توجه به اینکه مکمل‌های ویتامین C ارزان و بی‌خطر هستند، افراد مبتلا به سرماخوردگی ممکن است آنها را امتحان کنند، تا ببینند که این مکمل‌ها از نظر درمانی در موردشان مفید هستند یا خیر.
برخی شواهد با کیفیت پایین نشان می‌دهد که شست‌وشوی بینی با محلول‌های نمکی ممکن است علائم را در برخی افراد کاهش دهد. همچنین، اسپری‌های بینی نمکی می‌توانند مفید باشند.

## اپیدمیولوژی
کودکان معمولا دو تا نه بار دچار بیماری تنفسی ویروسی در سال می‌شوند. در سال ۲۰۱۳، حدود ۱۸/۸ میلیارد مورد URTI گزارش شد.  تا سال ۲۰۱۴، آنها باعث حدود ۳۰۰۰ مورد مرگ‌و‌میر شدند که نسبت به ۴۰۰۰ مورد در سال ۱۹۹۰، کاهش یافته است.

## تحقیقات رژیم غذایی
شواهدی با کیفیت پائین نشان می‌دهد که پروبیوتیک‌ها ممکن است بهتر از درمان با دارونما یا عدم درمان برای پیشگیری از عفونت‌های دستگاه تنفسی فوقانی باشند.